# Ujong Blang Mesjid
Ujong Blang Mesjid is een bestuurslaag in het regentschap Bireuen van de provincie Atjeh, Indonesië. Ujong Blang Mesjid telt 775 inwoners (volkstelling 2010).